# 科野大宮社

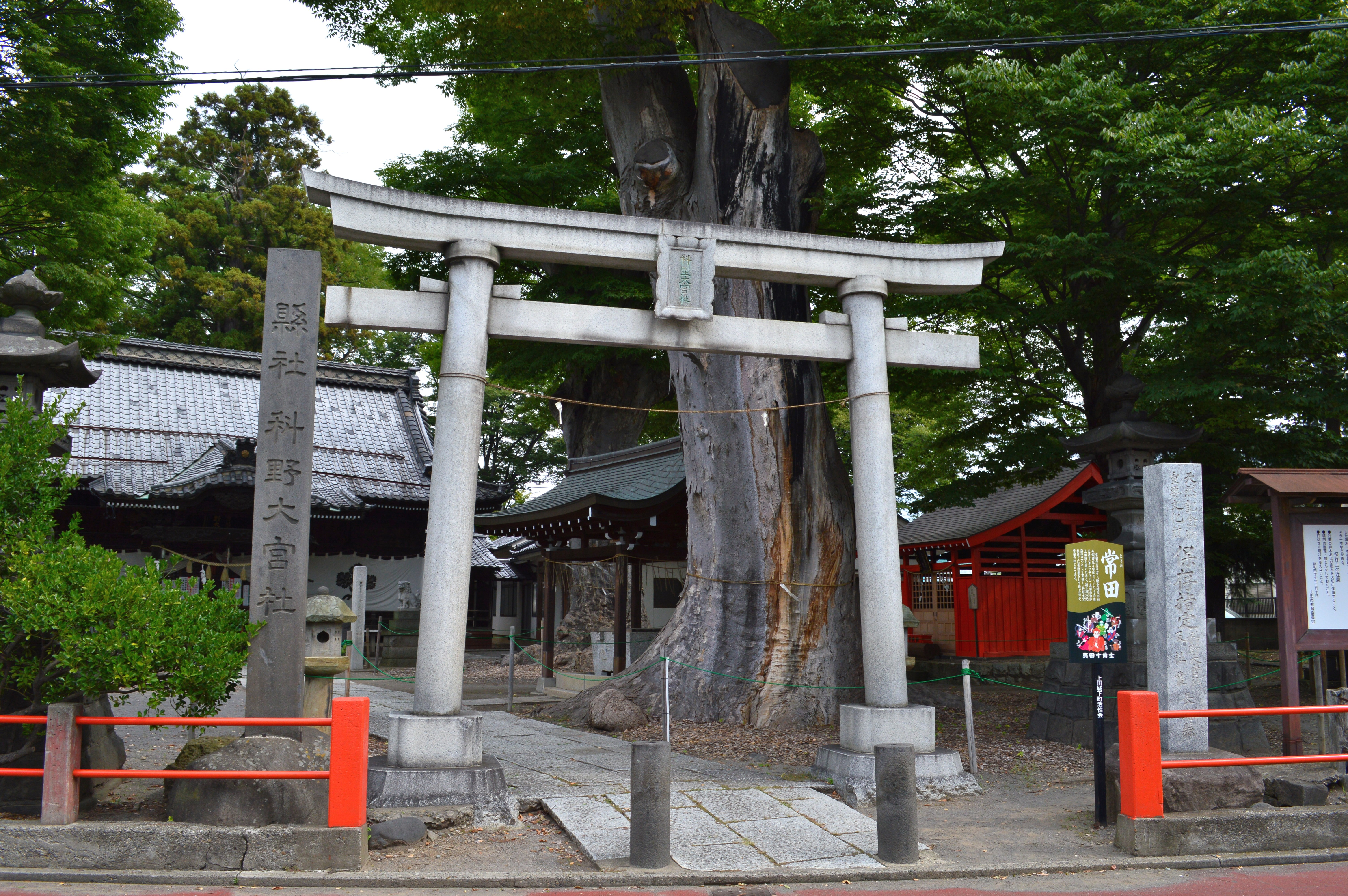
鳥居

科野大宮社（しなのおおみやしゃ）は、長野県上田市にある神社。信濃国総社と推定され、旧社格は県社。

## 祭神
主祭神
- 大己貴命 （おおなむちのみこと）[1]
- 事代主命 （ことしろぬしのみこと）

相殿神
- 健御名方富命 （たけみなかたとみのみこと）

## 歴史
社伝によれば、第10代崇神天皇の御世に神八井耳命の孫・建五百建命（たけいほたけのみこと）による創建という。
天武天皇の御世に神地の下賜があり、天平年間（729年-749年）には官祭執行の儀があったともいう。
信濃国府は古来上田市にあったとされるが、平安時代初期に松本市へ移されたとされる。上田市の国府は神科台地上と推定されており、当社は国司が参拝する総社であったとする説がある。なお、付近には信濃国分寺跡・信濃国分尼寺跡も残っている。
当社は古来「総社大宮」「科野国魂神」と称したといわれ、中世には常田荘の中心に位置し、「大宮諏訪大明神」と称したと伝える。康安2年（1362年）には関東管領足利基氏が、彗星出現につき天下安全を当社に祈り、願文を奉ったとされる。
真田氏による上田城築城以来、当社は城の鎮守と定められ、信濃国分寺三重塔と当社は藩費をもって修繕したという。寛文9年（1669年）頃の城下町古地図には「常田村大宮」と記載されている。
明治に入り、近代社格制度においては県社に列し、社名を現在の「科野大宮社」に改めた。

## 境内

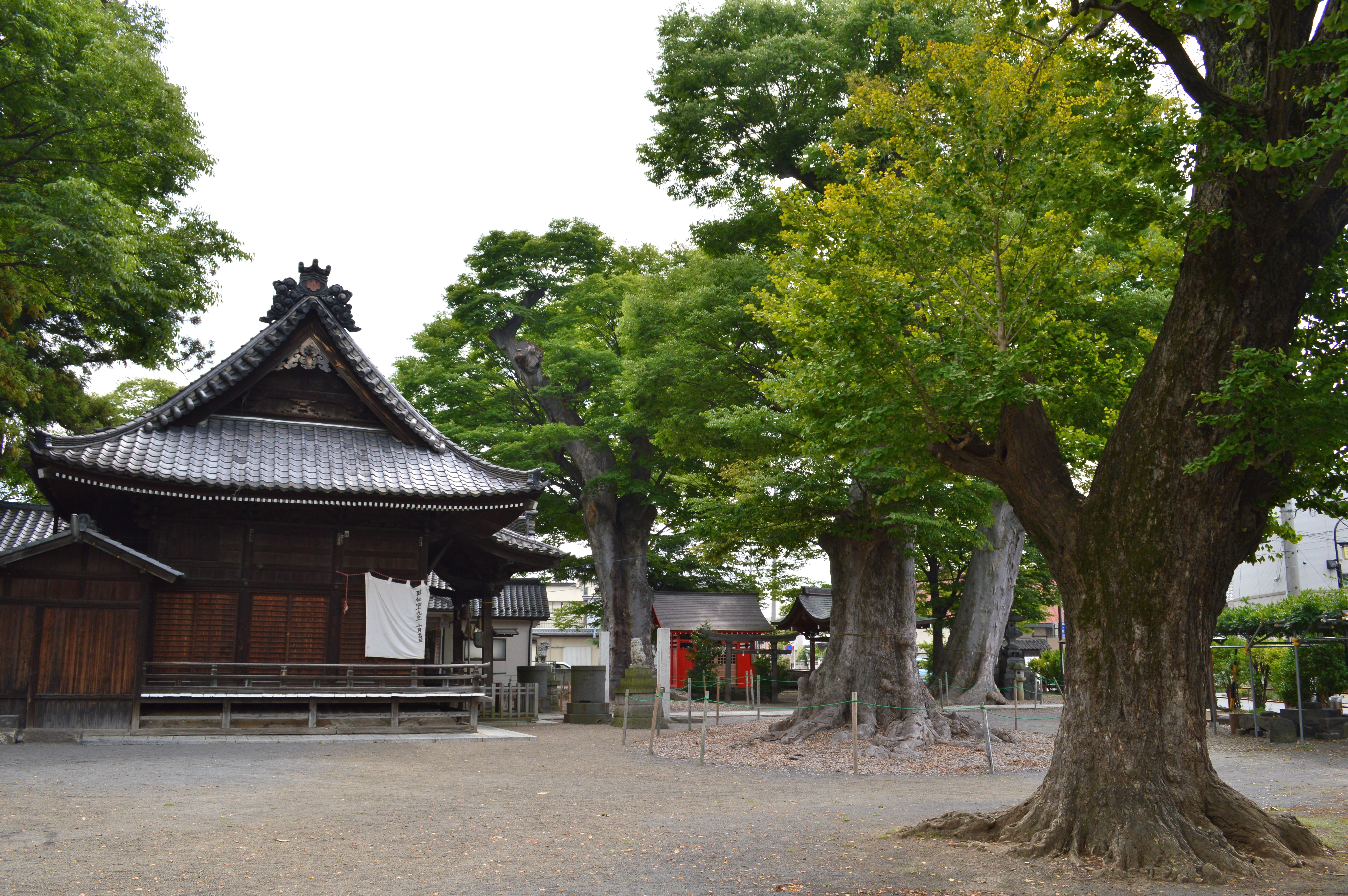
社叢（市指定天然記念物）

境内には大木が何本も立っており、社叢は市指定天然記念物に指定されている。
現在の社殿は、万延元年（1860年）の上田城主・松平忠礼の再建によるもの。境内社の六所明神と駒形稲荷社は、天正年間の築城の際に上田旧城地から当地に移されたと伝える。

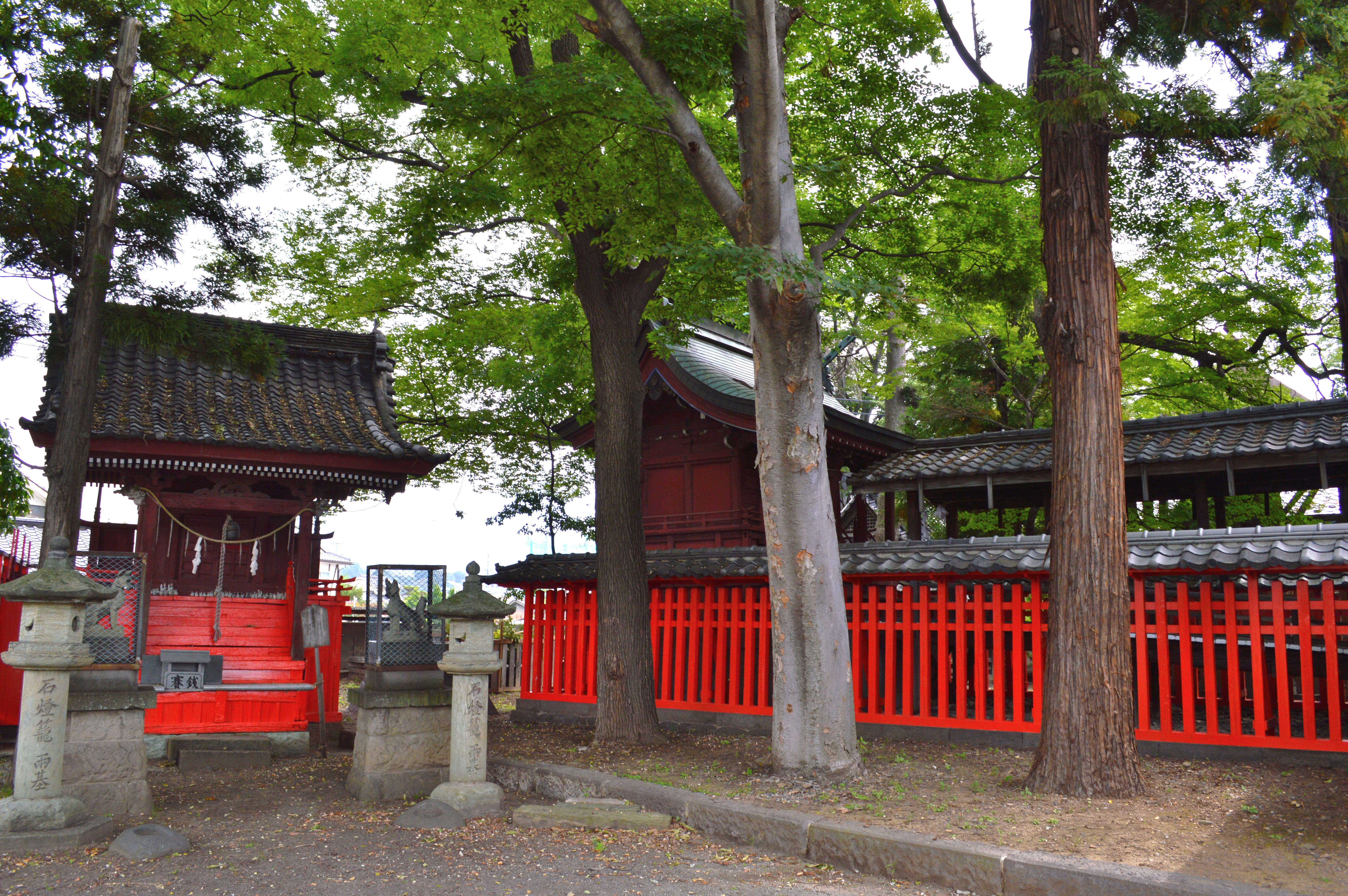
本殿（右）と稲荷社（左）

## 文化財

### 上田市指定文化財
- 科野大宮社社叢 - 昭和44年5月9日指定。

## 現地情報
所在地
- 長野県上田市常入字上常田723-1

交通アクセス
- 東日本旅客鉄道（JR東日本）・しなの鉄道・上田電鉄 上田駅 （徒歩約12分）

周辺
- 上田城
- 信濃国分寺跡
- 信濃国分尼寺跡
- 信濃国分寺 - 現在の後継寺院。